# キャロリン・フランクリン
キャロリン・アン・フランクリン（Carolyn Ann Franklin、1944年5月13日 - 1988年4月25日）は、アメリカ合衆国の歌手、ソングライター。歌手アレサ・フランクリンの妹であり、高名な説教者だったC・L・フランクリンの娘である。

## 経歴
キャロリン・フランクリンは、テネシー州メンフィスで、母バーバラ（旧姓シガーズ）と父C・L・フランクリンの間に生まれた。6人いた父の子どもたちの中で末っ子のキャロリンが生まれた直後に、一家はニューヨーク州バッファローに移り住んだ。
キャロリンが2歳になると、一家はミシガン州デトロイトに定着し、やがて彼女は、父が主任牧師であったニュー・ベセル・バプテスト教会で歌うようになった。1960年代はじめに姉たちが世俗的な楽曲を歌って成功するのに感化されたキャロリンは、長姉アーマと次姉アレサに加わって、世俗的な楽曲のレコーディングに参加するようになり、1963年に、最初のレコーディングを経験した。
キャサリンは音楽業界でそこそこの成功は収めたものの、長姉アーマの場合と同じように、後に1960年代末に圧倒的な大成功を収めたアレサには遠く及ばないものに留まった。
大ヒットを出そうと苦闘する一方で、キャロリンは裏方のソングライターの仕事に手を染め、特に姉アレサのために作品を提供するようになった。アレサとキャロリンの絆は2人の間で様々な協力がなされることにつながり、時にはキャロリンが、アレサと一緒に歌うこともあった。こうした2人で歌った作品でヒットになった例としては、1968年録音の「Ain't No Way」などがある。 
このバラード曲は、アレサのトップ10入りヒットとなった「(Sweet Sweet Baby) Since You've Been Gone」のB面に収められた。しかし、力のある楽曲だったために自然に放送でなかれる回数が伸び、ついにはBillboard Hot 100で最高16位にまで上昇するヒットとなった。
キャロリンが姉のために書いた次のヒット曲は、1973年のバラード曲「Angel」で、キャロリンはアーマとともにバック・ボーカルを務めた。アレサは曲の冒頭の語りの中で、妹の名を出し、キャロリンがこの曲を作ったきっかけに言及している。キャロリンが貢献した曲には、ジミー・ラドクリフと一緒に作った「Pullin」も含まれている。さらにキャロリンは、アレサの1970年のアルバム『Spirit in the Dark』や、1975年のアルバム『You』にも、楽曲を提供している。
1976年、キャロリンは音楽業界から引退し、以降は時折アレサと一緒に歌うだけとなった。
1979年、父C・L・フランクリンがミシガン州デトロイトのウェスト・サイドの自宅で侵入者に銃撃されたとき、キャロリンは父と同居していた。1980年の映画『ブルース・ブラザース』には、アレサが食堂で歌っているシーンのバック・ボーカルのひとりとしてキャロリンも登場している。
一生結婚しなかったキャロリンは、1988年4月25日に乳癌のため、ミシガン州ブルームフィールドヒルのアレサの自宅で死去した。43歳であった。その死の10日前、Marygrove College から、音楽教育学のB.A.を授与されていた。キャロリンの長姉アーマは、2002年に喉頭癌で亡くなった。
キャロリンは、家族とともに、デトロイトの North Woodward Avenue にある歴史的な墓地ウッドローン・セメタリーに埋葬された。

## ディスコグラフィ
- Baby Dynamite - 1969
- Chain Reaction - 1970
- The First Time I Cried - 1972
- I'd Rather Be Lonely - 1973
- If You Want Me - 1976